# William Boyd (scriitor)
William Boyd (n. 7 martie 1952, Accra, Coasta de Aur) este un scriitor, jurnalist și critic de artă britanic (scoțian). Este cunoscut pentru romanele, nuvelele, scenariile și piesele sale de teatru.

## Viața și cariera
Numele la naștere al lui William Boyd este William Andrew Murray Boyd. În 1952, când s-a născut, părinții lui trăiau din 1950 în colonia britanică Coasta de Aur, care va deveni independentă în 1957 cu denumirea Ghana. Tatăl lui era medic specialist în boli tropicale și directorul clinicii University College din Accra, iar mama – profesoară. La începutul anilor 1960, familia s-a mutat în Nigeria, unde tatăl lui a ocupat un post similar la Universitatea din Ibadan⁠(d).
A început școala în Africa, iar la vârsta de nouă ani a continuat-o în Scoția, inclusiv învățământul secundar, apoi a început studiile superioare la Universitatea din Nice (din 2019 numită Université Côte-d'Azur⁠(d)), obținând o diplomă numită „de studii franceze”. Le-a continuat la Universitatea din Glasgow⁠(d), terminându-le cu o diplomă de masterat în limba engleză și filosofie, apoi la Jesus College⁠(d) din cadrul Universității din Oxford, obținând doctoratul în literatura engleză. În timpul studiilor, în 1978, a fost afectat de moartea tatălui său, care se îmbolnăvise de o boală tropicală rară.
A început să scrie în anii petrecuți la Oxford, publicându-i-se câteva nuvele în reviste, de exemplu în Punch⁠(d). A mai scris și trei romane care nu i-au fost publicate.
A intrat în viața activă în 1980, predând literatura engleză la St Hilda's College, Oxford, unde a lucrat până în 1983. În aceeași perioadă a fost și critic de televiziune la revista New Statesman din Londra.
Primul său roman publicat a fost A Good Man in Africa (Un om bun în Africa), în 1981, distins cu Premiul Whitbread pentru primul roman (ulterior numit Premiul Costa⁠(d)) și în anul următor cu Premiul Somerset Maugham⁠(d).
Scriitorul se identifică drept scoțian ca naționalitate, dar în campania din 2014 pentru referendumul despre independența Scoției, s-a pronunțat împotriva acesteia.

### Viața particulară
Boyd este căsătorit cu Susan, redactoare la o revistă, apoi scenaristă, pe care a cunoscut-o când erau studenți la Glasgow. Nu are copii. Locuiește la Londra, în cartierul Chelsea. Vorbește bine franceza și petrece o parte din an și în satul Sadillac, în departamentul Dordogne din sud-vestul Franței, având și un domeniu în apropiere, Pécachard, cu o vie unde se cultivă struguri pentru un vin numit Château Pécachard.

## Opera
William Boyd este autor de romane, nuvele, piese de teatru, scenarii, eseuri și recenzii de artă.

### Romane
- A Good Man in Africa, 1981 – satiră despre funcționarii de la o reprezentanță britanică dintr-un oraș de provincie dintr-o țară fictivă din Africa, cu atmosfera cunoscută de autor în copilărie și în vacanțele sale din adolescență;
- An Ice-Cream War, 1982 – roman cu umor negru, cu acțiunea în Africa, unde se opun britanicii cu germanii în timpul Primului Război Mondial;
- Stars and Bars, 1984 – aventurile prezentate cu umor ale unui britanic timid prin SUA, unde se ciocnește de diferențele dintre acestea și țara lui;
- The New Confessions, 1987 – istoria vieții unui cineast care traversează secolul al XX-lea cu evenimentele sale istorice marcante, obsedat de ideea ecranizării Confesiunilor lui Jean-Jacques Rousseau, vis pe care îl realizează parțial, având și multe expreriențe nefericite în viața profesională și personală;
- Brazzaville Beach, 1990 – eșecul căsătoriei unei femei om de știință în Marea Britanie, apoi în activitatea într-o țară în război civil din Africa, unde descoperă că cimpanzeii pe care îi studiază sunt la fel de cruzi ca oamenii, și ajunge în conflict cu șeful ei din cauza descoperirii sale;
- The Blue Afternoon, 1993;
- Armadillo, 1998;
- Any Human Heart, 2002 – istoria scrisă sub forma jurnalelor sale intime, a vieții unui scriitor cu un succes relativ, desfășurată aproape pe tot parcursul secolului al XX-lea, marcată de perioade fericite și nefericite, cu evenimente dramatice sau tragice;
- Restless, 2006 – roman despre o femeie agent secret britanic în timpul celui de-Al Doilea Război Mondial, care risca atunci să fie ucisă de un trădător din agentură, și reușește să provoace sinuciderea acestuia după mai multe decenii, cu ajutorul fiicei sale, după ce îi dezvăluie acesteia trecutul și adevărata ei identitate;
- Ordinary Thunderstorms, 2009 – romanul unui tânăr climatolog bănuit pe nedrept de crimă, urmărit de poliție și de adevăratul criminal, nevoit să trăiască în clandestinitate ca să i se piardă urma în Londra, apoi revenit la o viață normală, dar sub altă identitate;
- Waiting for Sunrise, 2012 – roman despre un tânăr actor englez nevoit să devină agent de contraspionaj în timpul Primului Război Mondial;
- Solo, 2013 – roman de aventuri care continuă seria celor cu James Bond;
- Sweet Caress, 2015 – istoria vieții tumultuoase a unei fotografe, sub formă de jurnal intim scris spre sfârșitul vieții sale;
- Love is Blind, 2018 – istoria unui tânăr acordor de piane scoțian și a iubirii sale pentru o soprană rusă, în a doua jumătate a secolului al XIX-lea și începutul celui de-al XX-lea, istorie care îl poartă prin Europa și în final în Insulele Andaman;
- Trio, 2020 – romanul a trei personaje legate prin realizarea unui film, fiecare cu viața sa secretă și aparențele care le ascund;
- The Romantic, 2022 – istoria vieții aventuroase petrecute în secolul al XIX-lea, a unui irlandez care trece prin ipostazele cele mai diverse: militar în bătălia de la Waterloo, apoi în India, prieten al poeților Byron și Shelley în Italia, amant al unei italience din nobilime, autor de povestiri de călătorie înșelat de editor, la Londra, deținut acolo la închisoarea datornicilor, fermier în America, explorator în Africa, în final diplomat mărunt la Triest, o vreme manipulat de niște delincvenți.

Un loc aparte îl ocupă Nat Tate: An American Artist 1928-1960 (1998), monografie a unui pictor, apărută drept carte de non-ficțiune, pictorul fiind de fapt imaginar. Adevărul a fost dezvăluit de autor numai la câtva timp după apariția cărții.

### Volume de nuvele
- On the Yankee Station, 1981
- The Destiny of Nathalie X, 1995
- The Dream Lover, 1995
- Fascination, 2004
- The Dreams of Bethany Mellmoth, 2017

### Piese de teatru
- School Ties, 1985;
- Six Parties, 2009;
- Longing, 2013 – după două nuvele de Anton Cehov;
- The Argument, play, 2016.

### Non-ficțiune
- Protobiography, 1998 – autobiografie limitată copilăria scriitorului;
- Bamboo, book, 2005 – eseuri, recenzii de artă și alte articole.

### Scenarii

#### După opere ale sale
- Stars and Bars (Un gentleman la New York[22]), 1988 – film de cinema american;
- A Good Man in Africa (Singur în Africa), 1994 – film de cinema britanic;
- Armadillo, 2001 – serial de televiziune britanic în trei episoade;
- Any Human Heart, 2010 – serial de televiziune britanic în patru episoade;
- Restless, 2012 – film de televiziune britanic în două părți.

#### Alte scenarii
- Good and Bad at Games, 1983 – film de televiziune britanic;
- Dutch Girls, 1985 – film de televiziune britanic;
- Scoop, 1987 – film de televiziune britanic;
- Mister Johnson (Domnul Johnson), 1990 – film de cinema american;
- Tune in Tomorrow (Mătușa Iulia), 1990 – film de cinema american cu scenariul bazat pe romanul Mătușa Iulia și condeierul de Mario Vargas Llosa;
- Chaplin, 1992 – film de cinema britanic (în colaborare cu alți doi scenariști);
- The Trench (Tranșeea), 1999 – film de cinema britanic regizat tot de William Boyd;
- Sword of Honour, 2001 – film de televiziune britanic;
- Man to Man (Oameni și oameni), 2005 – film de cinema britanic (în colaborare cu alt scenarist);
- A Waste of Shame, 2005 – film de televiziune britanic;
- Spy City, 2020 – miniserial britanic în șase episoade.

## Recepția operei
După cum afirmă el însuși, William Boyd a avut în tinerețe drept modele literare scriitori ca Graham Greene, Evelyn Waugh, F. Scott Fitzgerald, Ernest Hemingway sau Kingsley Amis. Nu a fost atras de realismul magic, de suprarealism sau de experimentări postmoderniste, ci de romanul realist. Este accesibil unui public larg, mai multe dintre romanele sale fiind bestselleruri. La câte o apariție, are parte de obicei de două-trei recenzii favorabile, mai multe medii și două-trei nefavorabile.
Succesul său este și internațional, existând traduceri din opere ale sale în peste 30 de limbi. Nu este tradus în limba română.

### Distincții
Scriitorul a fost distins de numeroase ori:
- 1981 – Premiul Whitbread pentru A Good Man in Africa;
- 1982 – Premiul John Llewellyn Rhys⁠(d) pentru An Ice Cream War;

– Premiul Somerset Maugham pentru A Good Man in Africa;
– membru al Royal Society of Literature⁠(d);
- 1990 – Premiul Memorial James Tait Black⁠(d) pentru Brazzaville Beach;
- 1991 – Premiul McVitie pentru scriitorul scoțian al anului, pentru Brazzaville Beach;
- 1993 – Premiul Sunday Express pentru The Blue Afternoon, cartea anului;
- 1995 – Premiul Los Angeles Times⁠(d) pentru The Blue Afternoon;
- 2003 – Premiul Jean Monnet⁠(d) pentru À livre ouvert, traducerea franceză a Any Human Heart;
- 2005 – Ordinul Imperiului Britanic în grad de comandor;
- 2006 – Premiul Costa⁠(d) pentru Restless, romanul anului;
- 20101 – Premiul BAFTA pentru Any Human Heart, cel mai bun serial de dramă;

– membru de onoare al Jesus College, Oxford.
William Boyd este doctor honoris causa în literatură al universităților scoțiene din St Andrews, Stirling, Glasgow și Dundee.
În Franța este decorat cu Ordinul Artelor și Literelor⁠(d) în grad de ofițer.